# Anoura fistulata
Anoura fistulata — вид родини листконосові (Phyllostomidae), ссавець ряду лиликоподібні (Vespertilioniformes, seu Chiroptera).

## Середовище проживання
Країни поширення: Еквадор. Висота проживання 1,300-1,890 м на східних і 2,000-2,275 м на західних схилах Анд. Населяє гірські дощові ліси.

## Звички
Споживає нектар і пилок та доповнює раціон комахами. Спочиває в печерах.

## Загрози та охорона
Екосистема, де живе вид дуже тендітна і швидкість руйнування висока. Ареал виду знаходиться в межах двох природоохоронних територій.